# Filtre d'imatge composta

Filtre d'imatge composta típic, diagrama de blocs.

Filtre d'imatge composta típica, valors dels components

Un filtre d'imatge composta és un filtre electrònic que consta de múltiples seccions de filtre d'imatge de dos o més tipus diferents.

Filtre d'imatge composta típic, forma minimitzada.

El mètode d'imatge de disseny del filtre determina les propietats de les seccions del filtre calculant les propietats que tenen en una cadena infinita d'aquestes seccions. En això, l'anàlisi és paral·lel a la teoria de la línia de transmissió en què es basa. Els filtres dissenyats amb aquest mètode s'anomenen filtres de paràmetres d'imatge, o simplement filtres d'imatge . Un paràmetre important dels filtres d'imatge és la seva impedància d'imatge, la impedància d'una cadena infinita de seccions idèntiques.
Les seccions bàsiques estan disposades en una xarxa d'escales de diverses seccions, el nombre de seccions necessàries està determinat principalment per la quantitat de rebuig de la banda de parada requerida. En la seva forma més simple, el filtre pot consistir completament en seccions idèntiques. Tanmateix, és més habitual utilitzar un filtre compost de dos o tres tipus de secció diferents per millorar els diferents paràmetres que millor s'adrecen a un tipus concret. Els paràmetres més freqüents considerats són el rebuig de la banda de parada, la inclinació de la faldilla del filtre (banda de transició) i l'adaptació d'impedància a les terminacions del filtre.
Els filtres d'imatge són filtres lineals i invariablement també són passius en la implementació.

## Tipus de secció de filtre
Cada tipus de secció de filtre té avantatges i desavantatges particulars i cadascun té la capacitat de millorar paràmetres de filtre concrets. Les seccions que es descriuen a continuació són els filtres prototip per a les seccions de pas baix. Aquests prototips es poden escalar i transformar a la forma de banda de freqüència desitjada (passa baix, pas alt, passa banda o parada de banda).
La unitat més petita d'un filtre d'imatge és una mitja secció L. Com que la secció L no és simètrica, té diferents impedàncies d'imatge ({\displaystyle \scriptstyle Z_{\mathrm {i} }}) a cada costat. Aquests es denoten {\displaystyle \scriptstyle Z_{\mathrm {iT} }} i {\displaystyle \scriptstyle Z_{\mathrm {i\Pi } }}. La T i la Π del sufix fan referència a la forma de la secció del filtre que es formaria si es connectessin dues mitges seccions adossades. T i Π són les seccions simètriques més petites que es poden construir, tal com es mostra als diagrames del gràfic de topologia (a continuació). Quan la secció en qüestió té una impedància d'imatge diferent de la del cas general, s'afegeix un sufix addicional que identifica el tipus de secció, per exemple {\displaystyle \scriptstyle Z_{\mathrm {iT} m}}.
- Filtre de Secció k constant.
- Filtre de secció derivada de m.
- Filtrre de secció tipus mm'.
- Filtre de Bode.
- Filtre de Xarxa Zobel.